# Henri III (empereur du Saint-Empire)
Pour les articles homonymes, voir Henri et Henri III.
Henri III, dit le Noir (né le 28 octobre 1017 et mort le 5 octobre 1056) est prince de la dynastie franconienne, fils de l'empereur Conrad II le Salique et de Gisèle de Souabe. Il est élu roi des Romains en 1039 et couronné empereur des Romains en 1046.
Le deuxième empereur salique, Henri est un monarque particulièrement pieux et conscient des désordres qui frappent l'Église d'Empire de son époque. Il soutient le mouvement réformateur de manière autoritaire et n'hésite pas à déposer les évêques simoniaques. Se considérant comme le chef temporel et spirituel de la chrétienté, il se fait confier le pouvoir de nommer les papes. Les pontifes réformateurs qu'il met en place lancent la réforme grégorienne et, à sa mort, émancipent l'Église de la tutelle du Saint-Empire.
Son surnom le Noir a été suggéré par le chroniqueur médiéval Godefroi de Viterbe.

## Origine et début de règne
Encore assez jeune, en 1026, Henri III avait reçu le duché de Bavière par son père Conrad II (dit le Salique) et a été élevé au rang de coseigneur. La famille de Conrad, un descendant du duc Conrad le Roux, venait à l'origine de la Franconie rhénane, des environs de Worms et Spire. Sa mère Gisèle est la fille du duc Hermann II de Souabe, qui en 1002 fut un des compétiteurs au trône du Saint-Empire romain. En 1038, Henri a également repris le duché de Souabe.
Après le décès de son père le 4 juin 1039, Henri, à l'âge de 22 ans, lui succède au titre de roi des Romains (rex Romanorum). Comme ses prédécesseurs, son élection au titre d'empereur n'entraîne pas de grande contestation parmi les grands féodaux, et il n'a pas à affirmer militairement son autorité. En revanche, il doit intervenir dans les affaires hongroises. Il doit attendre Noël 1046 pour être couronné empereur à Rome par le pape Clément II.

## Campagnes en Bohême
Le duc Bretislav Ier de Bohême met à profit l'anarchie qui sévit en Pologne à la fin du règne de Mieszko II Lambert en 1034. Ses troupes envahissent rapidement la Silésie et Cracovie à l'automne 1038. Poznań puis Gniezno la capitale tombent en son pouvoir. Henri III qui vient de succéder à son père s'inquiète de cette situation. Il remet son couronnement à plus tard et réunit une armée. Pendant que le margrave de Misnie et l'archevêque de Mayence pénètrent en Bohême par le nord, Henri III tente de forcer le passage de la forêt de Bohême, mais l'armée tchèque le bat aux portes du pays près de Domažlice. Après cette malencontreuse expédition qui coûte aux Allemands beaucoup de morts, il est contraint de battre en retraite. En 1041, il prépare mieux son offensive avec l'intervention par le Sud du margrave d'Autriche, il parvient le 8 septembre devant Prague. Il obtient la soumission de Bretislav Ier qui doit promettre en outre de payer un tribut de 8 000 marks d'argent, de restituer les prisonniers tombés en son pouvoir et de démolir les fortifications de la forêt de Bohême. Quelques jours après, le prince tchèque paraît devant Henri III à Ratisbonne. Il renonce à la Pologne où Casimir Ier le Restaurateur fils de Mieszko II rentre d'exil peu après et il reçoit en fief, le 22 octobre 1041, le duché qu'il avait rêvé de transformer en royaume indépendant.

## Campagnes en Hongrie
Henri III doit aussi soutenir une guerre de plusieurs années contre la Hongrie. Dans ce jeune royaume, après la mort d'Étienne Ier en 1038, une vive opposition se manifesta contre l'orientation chrétienne qui lui avait été donnée et contre l'influence allemande. Samuel Aba de Hongrie se fait nommer roi à la place de Pierre de Hongrie, neveu d'Étienne.
Henri III, à la suite de l'invasion de la marche d'Autriche et de la Carinthie, écrasa une importante armée hongroise à Ménfö, sur la Raab, en 1044. La façon dont il se comporta après la bataille est révélatrice de son caractère, comme de l'esprit du temps. Il fit célébrer sa victoire par une fête sur le champ de bataille et s'y présenta nu-pieds en robe de pénitent ; il s'agenouilla devant un morceau de la Sainte Croix et entonna le Kyrie Eleison. Puis, il pardonna à tous ses ennemis et invita ses compagnons d'armes à en faire autant. Henri rétablit sur son trône le roi Pierre qui fit rentrer la Hongrie dans la voie qu'Étienne avait ouverte. Quand, l'année suivante, l'Empereur se rendit une fois encore en Hongrie, Pierre lui offrit la lance d'or, symbole de la puissance hongroise. Par ce présent, il s'engageait à reconnaître la suzeraineté allemande. Mais Henri envoya cette lance au pape, en manière d'offrande consacrée. Plus tard, Grégoire VII et Innocent III, se fondant sur le présent du roi d'Allemagne, réclamèrent la Hongrie comme fief du Saint-Siège. Mais il est peu probable qu'Henri III ait prévu les conséquences de son geste respectueux. Quant à Pierre, son règne n'eut pas de consistance. En 1046 déjà, l'arpade André Ier de Hongrie le détrôna derechef, mais ne modifia rien aux dispositions chrétiennes du Royaume et se montra loyal vassal de l'empereur.

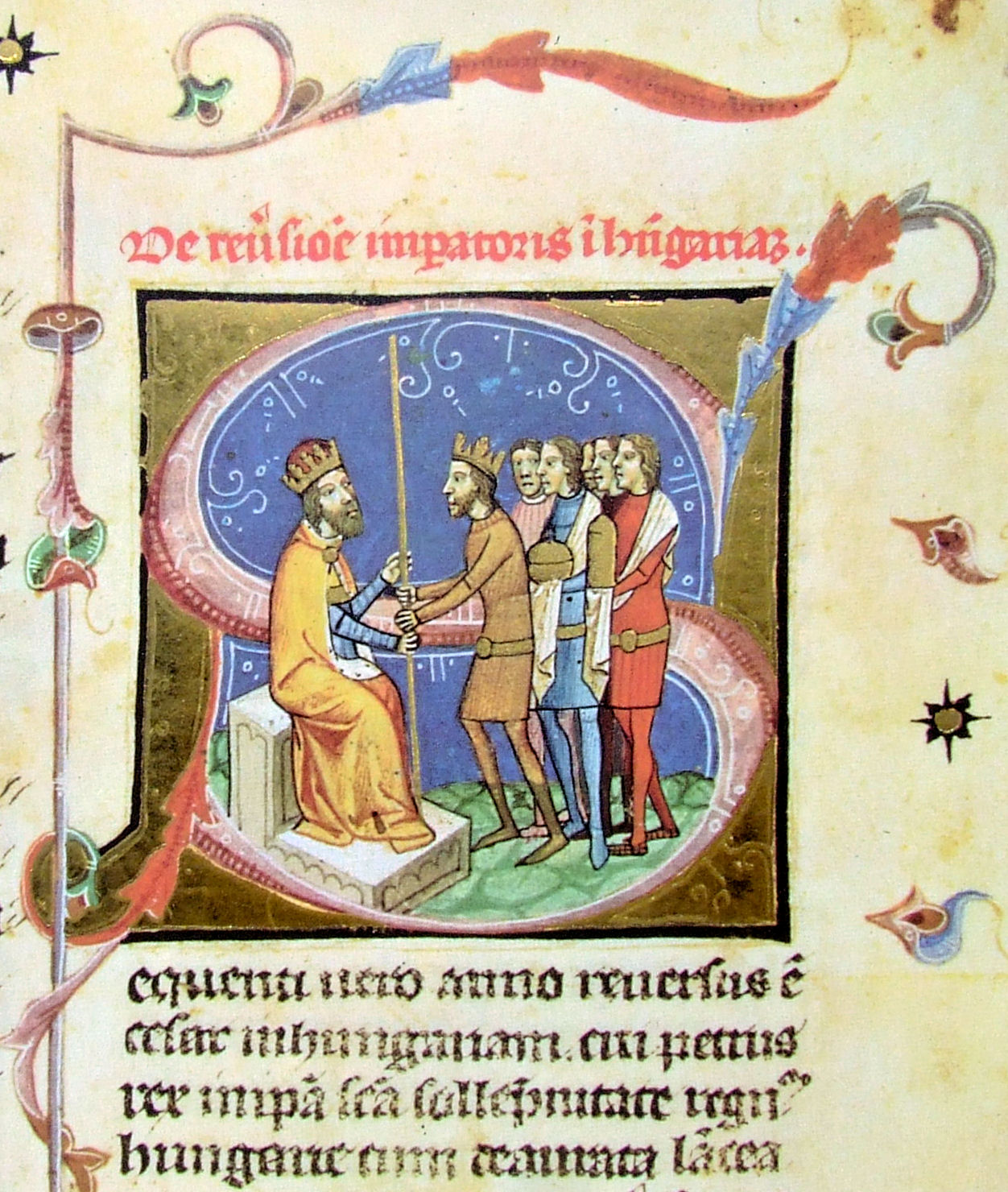
L'empereur ' remet Pierre sur le trône de Hongrie (Manuscrit de Vienne de la Chronica Hungarorum).

Sa première épouse, Gunhild, étant morte de fièvres (paludisme ?), en 1043, Henri III choisit de se remarier avec Agnès, fille de Guillaume V d'Aquitaine. Celle-ci est couronnée reine à Mayence et épouse Henri à Ingelheim en novembre de la même année. Tous deux sont couronnés empereur et impératrice le 25 décembre 1046 à Rome. Cette alliance avec une dynastie française présente pour Henri quelques avantages politiques en affermissant son pouvoir. Elle renforce la pression sur le roi de France et améliore la position de l'empereur en Bourgogne où la famille d’Agnès a de riches possessions.

## Soutien à la réforme de l’Église et intervention en Italie

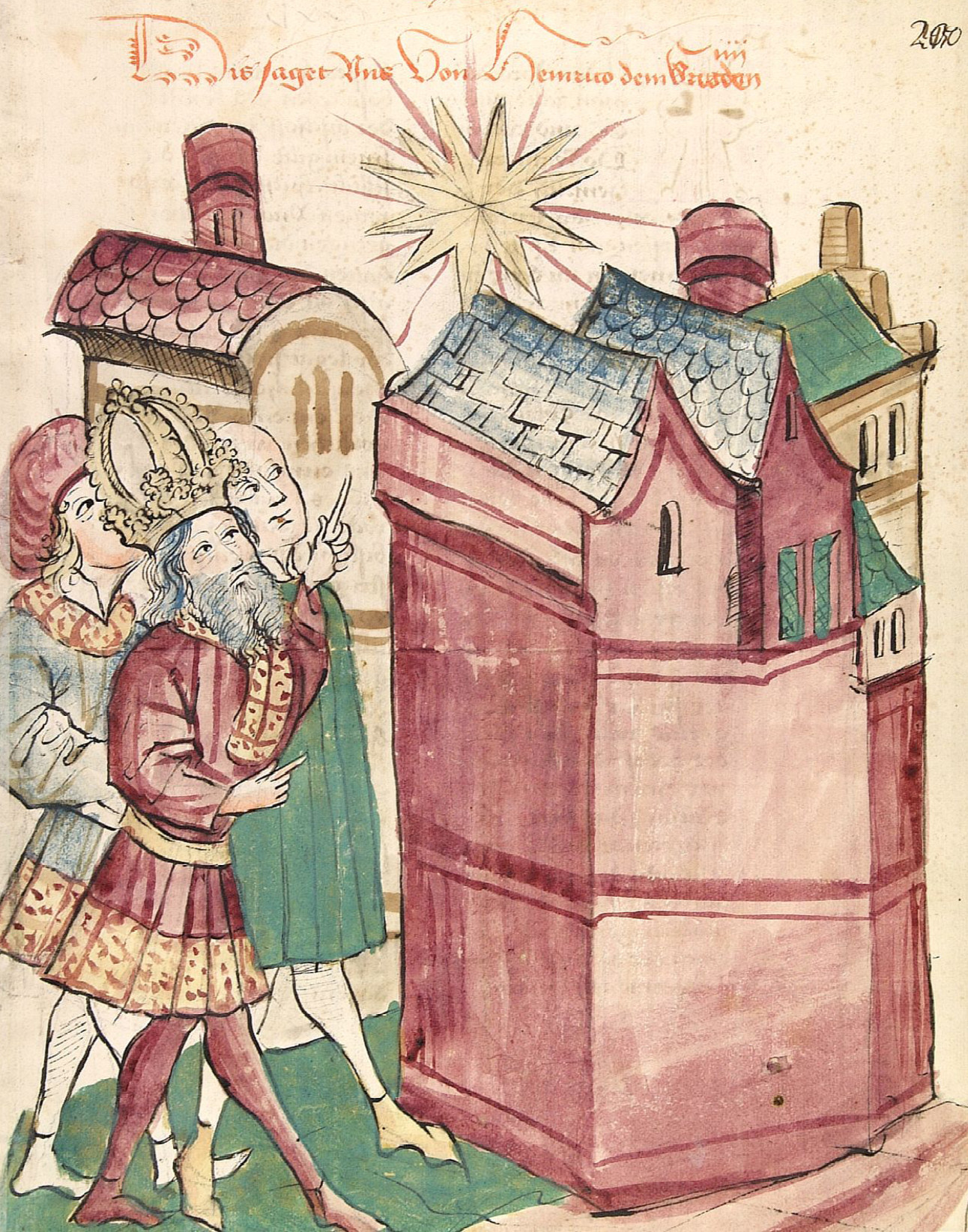
devant Tivoli, manuscrit du XVe siècle.

Éduqué par des ecclésiastiques et remarié en 1043 avec Agnès de Poitiers, que les liens de famille rapprochent du cercle clunisien (elle est la fille du duc Guillaume V d'Aquitaine), Henri III est sensible à la dégénérescence morale de l'Église et est favorable à la réforme monastique préconisée par Cluny, Brogne ou Gorze. La vie de cour joyeuse et les festins ne plaisent guère au couple royal qui a une notion très claire de ses devoirs religieux. C’est ainsi que ménestrels et jongleurs, qui normalement ne manquaient à aucune fête du Moyen Âge, n’eurent pas l’autorisation de venir au mariage pour montrer leurs talents. Tout ce qui entourait les souverains devait être empreint de sérieux et de dignité. Henri s’enthousiasma pour l’idée de la trêve de Dieu (Treuga Dei) qui était apparue en France et il s’efforça de mettre fin au droit du plus fort et aux vengeances privées. Il se heurta à des résistances, mais il était trop puissant pour que ses adversaires pussent agir efficacement contre lui. Cependant sa veuve devait rencontrer plus tard les mêmes problèmes. Il est très probable qu’Agnès influença Henri III dans sa conception religieuse de l’autorité, qu’elle soutint et même inspira son action dans sa politique de réforme religieuse.
Il entend reprendre les choses en main. La grandeur de l'Empire rend difficile le contrôle des affaires italiennes en plein essor de la féodalité en Europe. Depuis Henri II, les empereurs sont contraints de descendre périodiquement avec leur armée pour y restaurer leur autorité. Les grandes familles romaines (et en particulier les comtes de Tusculum) habituées à faire élire le pape, tentent de reprendre leurs prérogatives. Les Tusculani font élire Benoît IX au trône de saint Pierre. Critiquant sa faible moralité, les Romains élisent un antipape : Sylvestre III. Mis en difficulté, Benoît IX revend sa charge à un réformateur qui pour remettre de l'ordre accepte cet acte de simonie et prend le nom de Grégoire VI. On se retrouve dès lors avec pas moins de trois papes concurrents.
Henri III intervient militairement et restaure l'ordre en déposant les trois pontifes au synode de Sutri, le 20 décembre 1046. L'Empereur impose un Allemand nommé Swidger, évêque de Bamberg, qui devient le pape réformateur Clément II. Ce dernier couronne l'empereur et l'impératrice le 25 décembre 1046 et promulgue une première constitution frappant d'anathème « quiconque recevrait de l'argent pour consacrer une église, ordonner un clerc, conférer un bénéfice ».

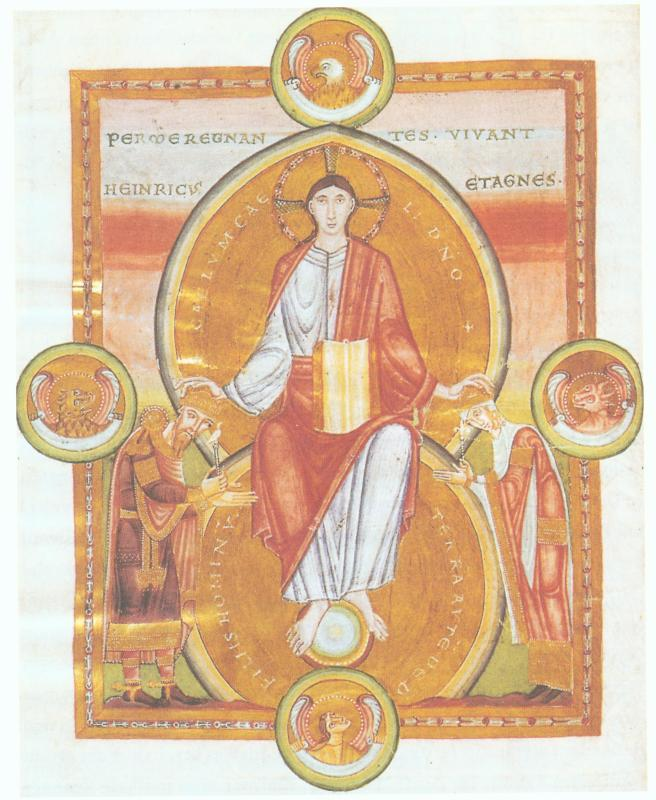
Le Christ en gloire bénissant et Agnès, évangiles de Goslar, vers 1051-1056.

Il assiste en 1047 à la canonisation d'une femme, sainte Wiborada par Clément II.
En 1047, l'empereur Henri III effectue une descente dans le Sud de l'Italie afin de réaffirmer son autorité. En Campanie, il soumet la principauté de Capoue qu'il décide de rendre à Pandolf IV au détriment de Guaimar IV de Salerne. Il place les Normands du comté d'Aversa et Melfi sous sa suzeraineté directe et prive ainsi Guaimar IV de ses droits féodaux sur l'Apulie et la Calabre puis se rend au Mont-Cassin. Sa belle mère Agnès de Bourgogne met à profit cette expédition pour effectuer un pèlerinage au Sanctuaire de Monte Gargano, au retour, elle se présente devant Bénévent où l'on refuse de la recevoir. Afin de venger cet affront, l'empereur met le siège devant la cité pendant que son obligé, le pape Clément II, excommunie Pandolf III de Bénévent et son fils, Landolf VI de Bénévent, et les habitants. Le siège est finalement levé et l'empereur se retire vers le nord.
Henri III doit impérativement désigner un pape dont la moralité ne puisse être mise en doute et suffisamment habile pour gagner la confiance des Romains. Brunon d'Eguisheim-Dagsbourg après son brillant ministère à Toul est le candidat idéal. Pour se faire accepter, il ne doit cependant pas être le candidat désigné par l'Empereur, il se rend en pèlerinage dans la ville sainte et demande humblement aux Romains de ne l'élire que s'il leur convient. Il est alors intronisé sous le nom de Léon IX (en mémoire de Léon le Grand qui avait affirmé la primauté de l'évêque de Rome en tant que successeur de Pierre) le 1er février 1049.
À la mort de Léon IX, l'Empereur dispose une dernière fois de la tiare et impose l'évêque d'Eichstätt, Gebhard de Calw, qui devient le pape Victor II.

## Interventions contre les féodaux de l'Empire
Contre le fléau de guerres privées, Henri III introduit la « paix du Roi » qu'il implante d'abord en Bourgogne, puis proclame à Trèves pour la Lotharingie. Dans ce dernier duché, il revient à la division ottonienne et met à profit la mort en 1044 de Gotholon Ier, qui avait réuni les deux duchés, pour investir l'aîné de ses fils Godefroid II le Barbu de la Basse-Lotharingie et Gothelon II de la Haute-Lorraine.
Henri III estime ensuite qu'il est désormais en mesure d'imposer sa politique en Allemagne. En 1047, il met à profit les morts simultanées des ducs Otton II de Souabe et de Henri VII de Bavière pour investir le comte Welf III d'Altdorf des marches de Carinthie et de Vérone. Il investit Otton III de Schweinfurt du duché de Souabe et, deux ans plus tard, il confie à Conrad, le petit-fils d'Ezzo l'ancien comte palatin du Rhin, le duché de Bavière. Il s'oppose également à une tentative de rébellion de Thierry IV de Hollande et de Godefroid II le Barbu de Basse-Lotharingie.
Un conflit intervient ensuite entre le demi-frère  du défunt Empereur Conrad II du Saint Empire Romain Germanique, Gebhard, évêque de Ratisbonne, et Conrad Ier de Bavière soutenu par Godefroid III de Basse-Lotharingie. Le duc lorrain se réfugie en Toscane où il épouse Béatrice, la veuve du marquis Boniface III de Toscane, pendant que l'Empereur enlève le duché à Conrad pour le confier à son propre fils Henri qu'il fait couronner à Aix-la-Chapelle dès 1054. En 1055, Henri III descend de nouveau en Italie à l'appel du pape Victor II. Il ne peut s'emparer de Godefroid le Barbu, mais capture son épouse ainsi que la fille de cette dernière, Mathilde de Toscane, et deux de ses autres enfants qui meurent pendant leur transfert en Allemagne.

## Fin de règne
Henri III meurt subitement le 5 octobre 1056 à l'âge de 38 ans, pendant un séjour de chasse au château de Bodfeld aux environs de la Bode dans les montagnes du Harz. Son corps a été transféré à la cathédrale de Spire, tandis que son cœur a été enterré dans le palais impérial de Goslar. Il a fait en sorte que son seul fils survivant Henri IV du Saint-Empire, âgé de six ans, lui succède sous la régence de sa mère Agnès de Poitiers — contre l'opposition de nombreux ecclésiastiques comme l'archevêque Annon II de Cologne.

## Mariage et descendance
Henri III épouse en 1036 Gunhild de Danemark, fille de Knut II de Danemark, roi de Danemark et de Emma de Normandie, régente d'Angleterre. De ce mariage naît :

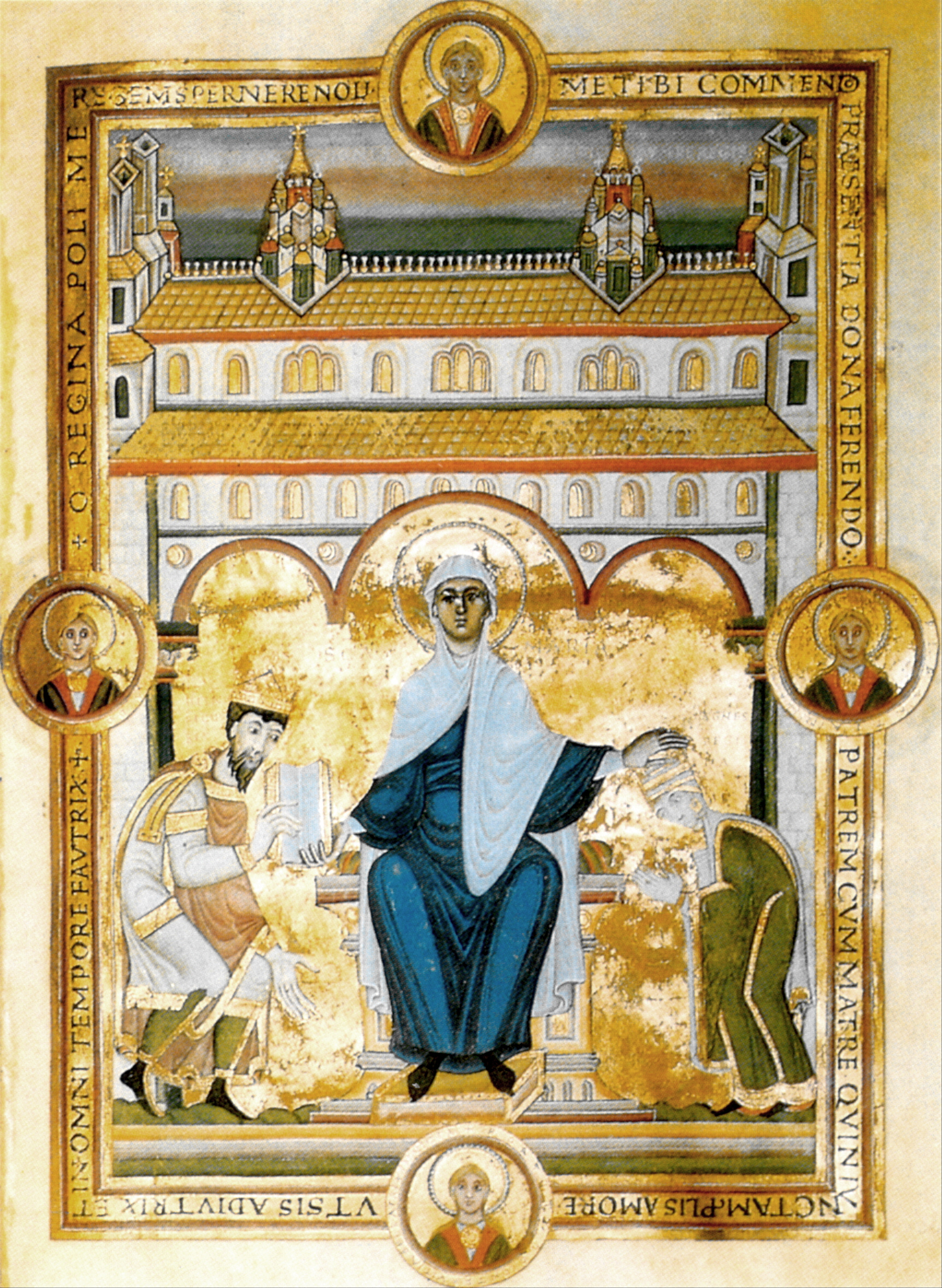
et Agnès de Poitiers de part et d'autre de la Vierge.

- Béatrice (1037 – 13 juillet 1061), abbesse de Quedlinbourg et Gandersheim.

Gunhild décédée, Henri III épouse Agnès de Poitiers, en 1043. De ce mariage naîtront :
- Adelaïde II (1045 (?) , Goslar – 11 janvier 1096), abbesse de Gandersheim (1061) et de Quedlinbourg (1063) ;
- Gisèle (1047, à Ravenne – 6 mai 1053) ;
- Mathilde (vers 1045 – 12 mai 1060, à Pöhlde), mariée en 1059 à Rodolphe de Rheinfelden, duc de Souabe et antiroi (1077) ;
- Henri (11 novembre 1048, à Goslar – 7 août 1106, à Liège), son successeur ;
- Conrad (1052, à Ratisbonne – 10 avril 1055), duc de Bavière (1054) ;
- Judith (1054, Goslar – 14 mars 1092 ou 1096), mariée en premières noces à Salomon de Hongrie (1063) et en secondes noces à Ladislas Ier Herman, duc de Pologne (1089).